# Basilia indivisa
Basilia indivisa är en tvåvingeart som beskrevs av Theodor 1967. Basilia indivisa ingår i släktet Basilia och familjen lusflugor. Inga underarter finns listade i Catalogue of Life.